# Fall Again
"Fall Again" là ca khúc do Walter Afanasieff và Robin Thicke sáng tác và sản xuất cho Michael Jackson. Bài hát đã được nhiều nghệ sĩ trình bày.

## Bản của Kenny G
"Fall Again" là đĩa đơn của nghệ sĩ saxophon smooth jazz người Mỹ, Kenny G, từ album phòng thu năm 2010 của anh, Heart and Soul, phát hành ngày 29 tháng 6 năm 2010.
| Bảng xếp hạng (2010)                | Vị trí cao nhất |
| ----------------------------------- | --------------- |
| Hoa Kỳ Billboard Adult R&B          | 25              |
| Hoa Kỳ Billboard Jazz Digital Songs | 7               |
| Hoa Kỳ Billboard Jazz Songs         | 6               |
| Hoa Kỳ Bubbling Under R&B/Hip-Hop   | 5               |